# منقي هواء

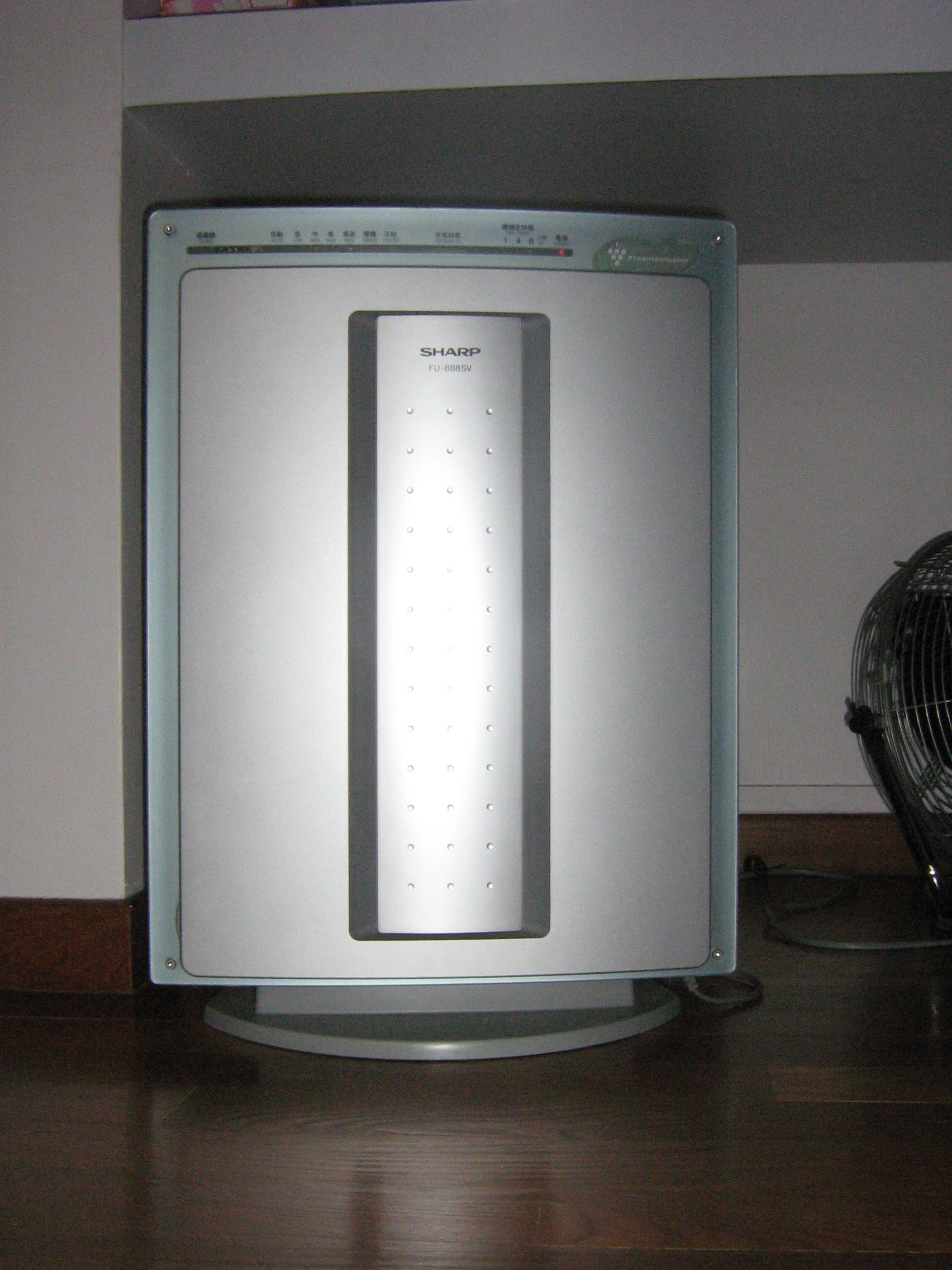
منقي هواء من إنتاج شركة شارب.

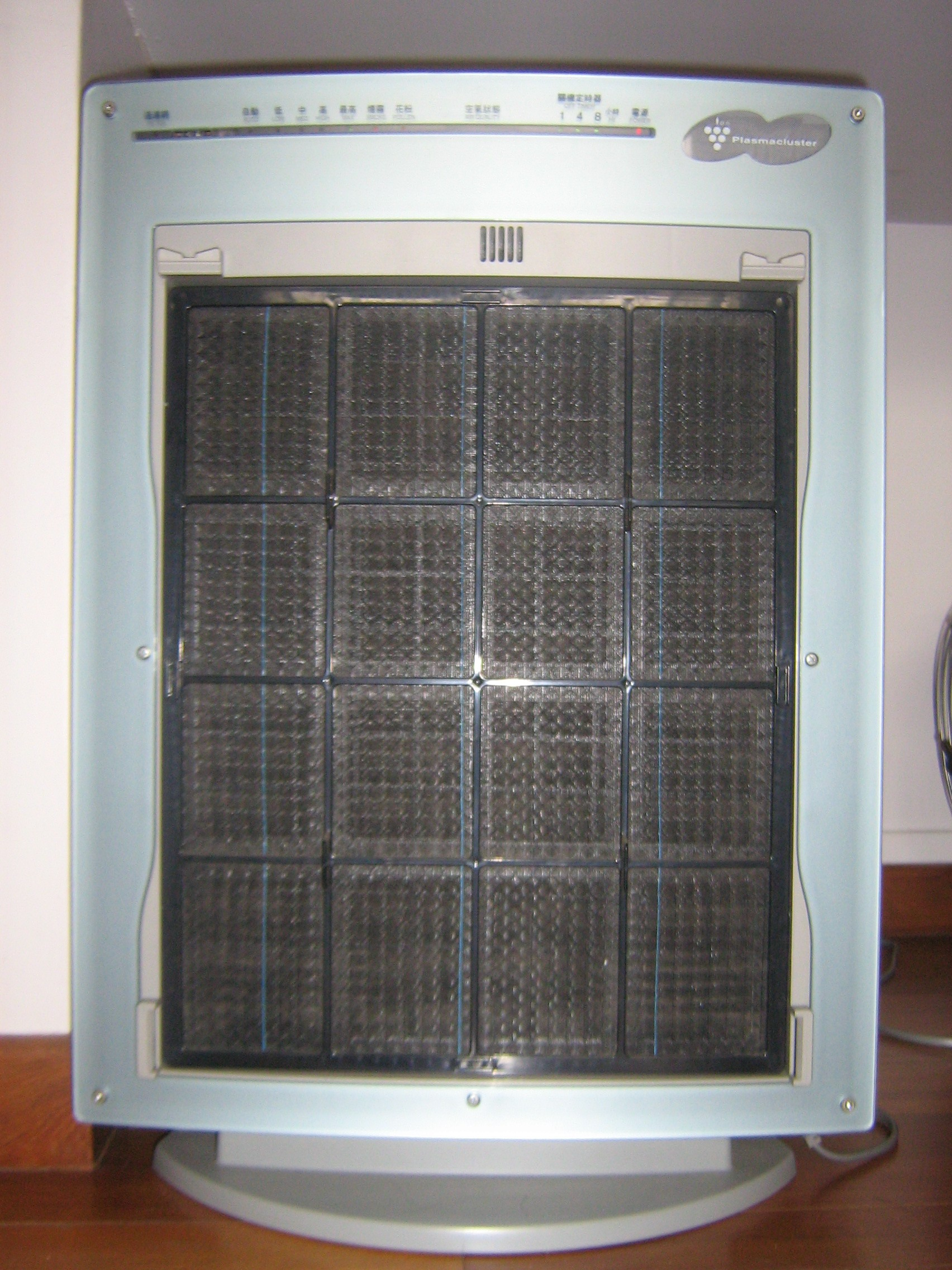
ذات منقي الهواء السابق منزوع الغطاء.

منقي الهواء هو جهاز يزيل التلوث من الهواء. تباع منقيات الهواء بشكل تجاري على أنها مفيدة في حالات الحساسية والربو وتقليل آثار التدخين السلبي.

## تاريخه
في عام 1830، منحت براءة اختراع لتشارلز أنثوني دين لجهاز يتكون من خوذة نحاسية معلق بها طوق مرن وثوب. كان يستخدم خرطوم جلدي طويل معلق بمؤخرة الخوذة لتوفير الهواء، كان المفهوم الأساسي يتمثل في أن يضخ الهواء باستخدام كير مزدوج. يسمح أنبوب قصير للهواء بالهروب. كان الثوب مصنوعًا من قطعة قماش كتيم أو من الجلد، ومحكمًا بأشرطة.
في ستينيات القرن التاسع عشر، تقدم جون ستينهاوس للحصول على براءتي اختراع طبق فيهما خصائص الفحم الخشبي لتنقية الهواء (البراءة الأولى في 19 يوليو 1860 والثانية في 21 مايو 1867)، مخترعًا بذلك أول قناع تنفس عملي.
بعد بضع سنوات، اخترع جون تيندال تطويرًا على قناع التنفس الخاص برجال الإطفاء، وهو غطاء ينقي الهواء من الدخان والغازات الضارة (1871، 1874).
في خمسينيات القرن العشرين، أصبحت فلاتر هيبّا (منقيات الهواء ذات الفعالية الحبيبية المرتفعة) متوفرة بشكل تجاري كمنقيات هواء مرتفعة الفعالية، وذلك بعد استخدامها في مشروع مانهاتن في أربعينيات القرن العشرين في الولايات المتحدة للسيطرة على الملوثات المشعة المحمولة في الهواء.
سجل أول مبيع لفلتر هيبّا للاستخدام المنزلي في عام 1963 من الأخوين مانفريد وكلاوس هاميز في ألمانيا، اللذين أسسا شركة إنسن آير، وهي سلف شركة آي كيو آير.

## استخدامات
من الممكن للغبار، حبوب اللقاح، وبر الحيوانات الأليفة، عثة الغباروغيرها أن تسبب الحساسية عند بعض الناس، كما من الممكن لدخان السجائر وأدخنة المركبات الكيميائية أن تؤدي إلى أضرار صحية. ولهذا تفيد منقيات الهواء لتقليل مخاطر هذه الملوثات وخاصة للناس الذين يعانون من الحساسية والربو. كما تقلل من الحاجة للتنظيف المتكرر للمنزل. ولكن تستهلك منقيات الهواء القليل من الكهرباء مسببة كلفة وتأثيراً سلبياً على البيئة مهما كان صغيراً.

## معايير
تتمايز منقيات الهواء فيما بينها بمعايير ترتبط بمعدل تسليم الهواء النقي، وبنوعية الهباء الجوي الذي تتمكن من معالجته، وأنواع المرشحات المستخدمة فيها، وقدرتها على التقاط الذريرات ذات الأقطار الأقل من 2.5 ميكرومتر، وحجم الضوضاء الصادرة عنها، وحجم استهلاك الطاقة، عدا عن المميزات المضافة مثل تطبيقات الأجهزة الكفية وأجهزة التحكم عن بعد والبرامج الذكية المدمجة.

## الأخطار المحتملة المتعلقة بالأوزون
كما في أجهزة أخرى متعلقة بالصحة، هناك جدل يحيط بادعاءات شركات معينة، خاصة فيما يخص منقيات الهواء الأيونية. تصدر العديد من منقيات الهواء بعض الأوزون، وهو تآصل نشط طاقيًّا لثلاث ذرات أكسجين، وفي وجود الرطوبة، كميات قليلة من NOx أيضًا. بسبب طبيعة عملية التأيين، فإن منقيات الهواء الأيونية تميل لأن تولد أكبر كمية من الأوزون. يشكل هذا مصدر قلق كبيرًا لأن الأوزون ملوث هواء معياري وفق المعايير المتعلقة بالصحة في الولايات المتحدة الأمريكية على المستوى الفيدرالي وعلى مستوى الولايات. في تجربة متحكم بها، في العديد من الحالات، كانت تراكيز الأوزون تفوق بكثير مستويات الأمان العامة و/أو الصناعية الموضوعة من قبل وكالة حماية البيئة الأمريكية، وخاصة في الغرف غير جيدة التهوية.
يمكن للأوزون إيذاء الرئتين، مسببًا آلامًا في الصدر، وسعالًا، وقصر نفس، وتهيج حلق. يمكن له أيضًا أن يجعل الأمراض التنفسية المزمنة كالربو أسوأ، ويعرض قدرة الجسم على مواجهة الإصابات التنفسية للخطر، حتى لدى الأشخاص الأصحاء. الأشخاص الذين يعانون من الربو والحساسية هم الأكثر عرضةً للآثار الجانبية للمستويات المرتفعة من الأوزون. مثلًا، يمكن أن تردي زيادة تراكيز الأوزون حتى مستويات غير آمنة إلى زيادة خطر نوبات الربو.
بسبب انخفاض الأداء المتوسط وبسبب الأخطار المحتملة على الصحة، أوصت منظمة كونسيومر ريبورتس بعدم استخدام منقيات الهواء المصدرة للأوزون. قادت شركة آي كيو آير، وهي الشريك التعليمي للاتحاد الأمريكي للرئة، صوت العاملين في المجال ضد تقنيات تنظيف الهواء المنتجة للأوزون.
تعتبر مولدات الأوزون المستخدمة لعلاج الصدمات (الغرف غير المأهولة) التي يحتاجها مقاولو معالجة الدخان والعفن والروائح بالإضافة إلى شركات تنظيف مسرح الجريمة لأكسدة الأضرار الناتجة عن الدخان والعفن والرائحة وإزالتها بشكل تام أداةً قيمة وفعالة عند استخدامها بشكل صحيح للأغراض التجارية والصناعية. ولكن هناك كتلة متزايدة من الأدلة على أن هذه الآلات يمكن أن تنتج نواتج ثانوية غير مرغوب بها.
في سبتمبر 2007، أعلن مجلس كاليفورنيا للموارد الهوائية حظر أجهزة تنظيف الهواء الداخلية التي تصدر أوزونًا فوق الحد القانوني المسموح به. يتطلب هذا القانون -الذي أصبح جاريًا منذ عام 2010- إجراء اختبارات وتأكيدات من كل الأنواع لإثبات أن أجهزة تنظيف الهواء الداخلية لا تصدر أوزونًا بكميات مفرطة.

## اقرأ أيضا
- جهاز الترطيب